# رمضان تشيفيك
رمضان تشيفيك (بالتركية: Ramazan Çevik)‏ هو لاعب كرة قدم تركي وبلجيكي في مركز نصف الجناح، ولد في 1 أبريل 1992 في ماسايك في بلجيكا. شارك مع منتخب بلجيكا تحت 18 سنة لكرة القدم ومنتخب بلجيكا تحت 19 سنة لكرة القدم. أما مع النوادي، فقد لعب مع أنطاليا سبور وأوفتاس سبور وستاندارد لييج وفورتونا سيتارد.

## وصلات خارجية
- رمضان تشيفيك على موقع الاتحاد البلجيكي (الإنجليزية)
- رمضان تشيفيك على موقع اتحاد تركيا (لاعب) (الإنجليزية)
- رمضان تشيفيك على موقع قاعدة بيانات كرة القدم.إي يو (الإنجليزية)
- رمضان تشيفيك على موقع Soccerway.com (الإنجليزية)
- رمضان تشيفيك على موقع عالم كرة القدم.نت (الإنجليزية)